# Nikolai Iaroșenko
Nikolai Aleksandrovici Iaroșenko (n. 1/13 decembrie 1846, Poltava, Malorossia⁠(d), Imperiul Rus – d. 26 iunie/8 iulie 1898, Kislovodsk, Caucasus Viceroyalty⁠(d), Rusia) a fost un pictor rus de origine ucraineană, reprezentant al realismului.
A realizat multe portrete, picturi de compoziție și desene în care a ilustrat fructe, scene de război și aspecte din societatea Imperiului Țarist.
În 1876 devine membru al grupării Peredvijniki ("Rătăcitorii"), care milita împotriva restricțiilor impuse de mediul academic.
1. 1 2  MSIe2/Earoșenko, Nikolai Aleksandrovici[*] Verificați valoarea |titlelink= (ajutor)
2. ↑  Czech National Authority Database, accesat în 1 martie 2022
3. 1 2  Czech National Authority Database, accesat în 7 noiembrie 2022